# 서울신용산초등학교 축구부
서울신용산초등학교 축구부는 대한민국 서울특별시에 있는 초등학교 축구부이다. 

## 2023 전국초등축구리그 서울권역 전승우승,2023 금강대기 3위,2023 서울시 협회장배 준우승,2023 서울시 지도자배 3위,2023 정읍 대회 전승 우승,
송범근
최석현
김동석
김종식

## 참고 자료
- “KFA 통합경기정보 시스템”. 대한축구협회.

## 같이 보기
- 서울신용산초등학교